# Łucja Yun Un-hye
Łucja Yun Un-hye (kor. 윤운혜 루치아; ur. w Hangamgae w Korei, zm. 14 maja 1801 w Seulu) – koreańska męczennica i błogosławiona Kościoła katolickiego.
Łucja Yun Un-hye urodziła się w Hangamgae w prowincji Gyeonggi w Korei. W młodym wieku została przez matkę zaznajomiona z katechizmem. Poślubiła Barnabę Jeong Gwang-su i w 1799 roku zamieszkała wraz z mężem w powiecie Pyŏktong. Tam wraz z Barnabą praktykowali swoją religię i pomagali w działaniach kościelnych: urządzili miejsce spotkań dla katolików, uczyli katechizmu, rozdawali książki i obrazki religijne wiernym. Po aresztowaniu jej starszej siostry Agaty Yun Jeom-hye w czasie prześladowań antykatolickich w 1801 roku, Łucja ukrywała się. Została aresztowana w lutym 1801 roku. Ponieważ odmówiła wyrzeczenia się wiary, skazano ją na karę śmierci, którą wykonano przez ścięcie 14 maja 1801 roku w miejscu straceń w Seulu za Małą Zachodnią Bramą. Razem z nią stracono również innych katolików: Piotra Choe Pil-je, Kandydę Jeong Bok-hye, Tadeusza Jeong In-hyeok i Karola Jeong Cheol-sang
Jej beatyfikacji w grupie 124 męczenników koreańskich dokonał papież Franciszek 16 sierpnia 2014 roku.
Wspominana jest 31 maja z grupą 124 męczenników koreańskich.